# Luna Rossa (imbarcazione)

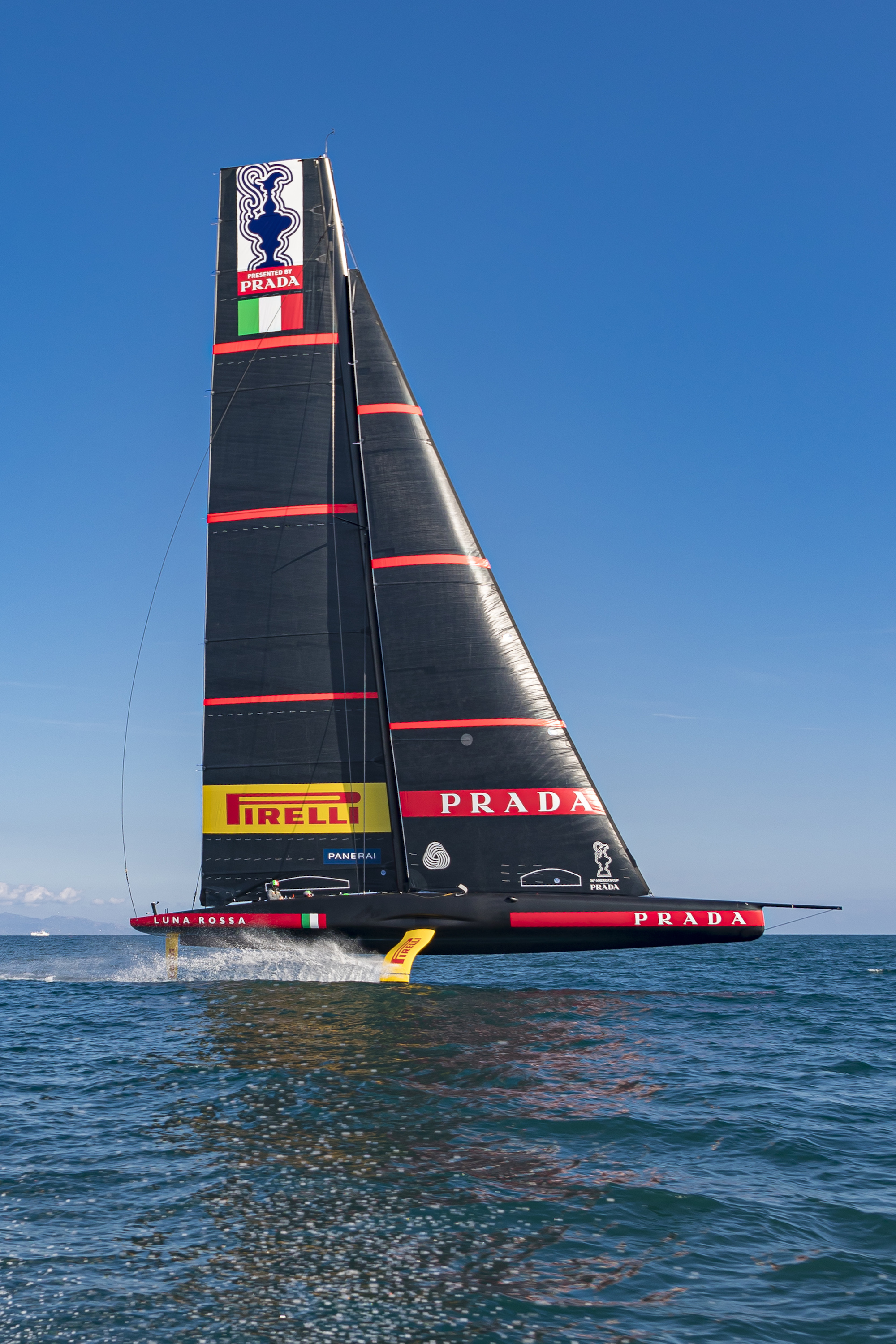
AC75 di Luna Rossa Prada Pirelli all'America's Cup 2021.

Luna Rossa è il nome di una serie di imbarcazioni a vela specifiche per le competizioni, schierate dal sindacato italiano Luna Rossa Challenge (in precedenza Prada Challenge) creato e presieduto dall'imprenditore Patrizio Bertelli, proprietario dell'azienda di alta moda Prada.
La prima Luna Rossa fu varata nel 1999; da allora sono state costruite altre imbarcazioni col medesimo nome, conformi a diverse classi veliche, le più importanti delle quali hanno partecipato ad edizioni della Louis Vuitton Cup/Prada Cup (due edizioni vinte) e dell'America's Cup.

## Prologo: l'Italia nell'America's Cup (1983-1992)
La prima partecipazione italiana alle selezioni per l'America's Cup avvenne nel 1983 alla vigilia della svolta epocale per il trofeo sportivo più antico del mondo. Gianni Agnelli e il principe Karim Aga Khan IV per lo Yacht Club Costa Smeralda furono i principali finanziatori di Azzurra, skipper Cino Ricci, timoniere Mauro Pelaschier. A Newport negli USA, nelle selezioni che per la prima volta presero il nome di Louis Vuitton Cup, Azzurra si affermò fino a raggiungere le semifinali. In quella edizione la Coppa per la prima volta in 132 anni fu conquistata da uno sfidante, Australia II e portata in Australia. L'avventura di Azzurra continuò nel 1987 a Perth in Australia dove è il challenger of record, ma con minor fortuna terminando penultima, mentre Italia, barca dello Yacht Club Italiano di Genova finanziata da Gucci, skipper Lorenzo Bortolotti, timoniere Flavio Scala, chiuse al settimo posto.
Nel 1992 dopo l'introduzione della nuova formula di stazza che determinò la nascita degli IACC fu la volta de Il Moro di Venezia finanziato dalla Montedison di Raul Gardini, skipper Paul Cayard, per la Compagnia della Vela di Venezia. Il Moro di Venezia ITA 25 fu la prima barca italiana e non anglosassone a vincere la Louis Vuitton Cup, ma non riuscì a conquistare l'America's Cup che restò a San Diego nelle mani del defender America³ USA 23 di Bill Koch, vincitore 4-1. Nella successiva edizione dell'America's Cup 1995, dove non ci furono sfidanti italiani, il trofeo fu strappato di nuovo agli americani, ancora guidati da Cayard, dai neozelandesi di Team New Zealand NZL 32 Black Magic.

## La prima sfida (1997-2000)

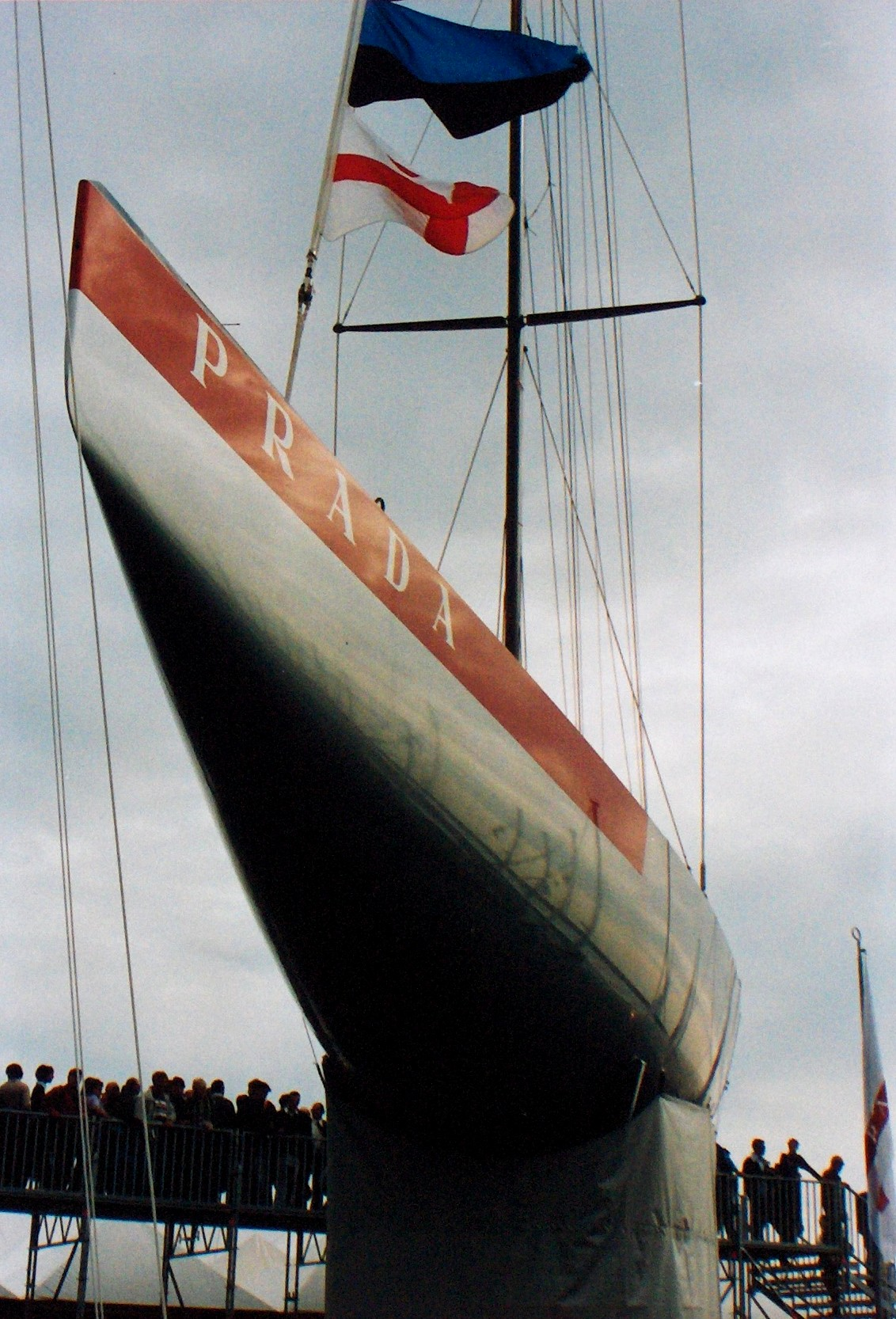
Luna Rossa ITA 45

L'idea di Patrizio Bertelli di lanciare una sfida nell'America's Cup nacque fra il 3 ed il 4 febbraio 1997 nello studio dell'architetto navale German Frérs a Milano. In breve tempo Bertelli assoldò gli altri uomini chiave del team: il progettista Doug Peterson, l'asso della vela Torben Grael, lo skipper Francesco de Angelis.
Acquistò tre IACC: USA 28 Kanza, USA 43 Might Mary, e USA 23 America³. Come base italiana del team fu scelta Punta Ala presso Castiglione della Pescaia, in Toscana, dove le condizioni del mare e del vento si avvicinavano di più a quelle del Golfo di Hauraki in Nuova Zelanda, teatro delle regate. Il 21 aprile 1997 il presidente dello Yacht Club Punta Ala, Bruno Calandriello, lanciò formalmente la sfida al Royal New Zealand Yacht Squadron detentore dell'America's Cup. Gli allenamenti iniziarono il 4 luglio 1997. Dal 7 gennaio 1998, e per tutte le successive estati australi, il team si trasferì ad allenarsi alla base di Auckland in Nuova Zelanda. Dopo due anni di progettazione nella primavera del 1999 in un cantiere di Grosseto venne costruito il primo nuovo scafo ITA 45. Il varo avvenne a Punta Ala il 5 maggio 1999, madrina Miuccia Prada officiante il parroco di Punta Ala, Don Sandro Spinelli.
Il nome scelto per ITA 45 (e per tutte le successive) fu Luna Rossa. La storia ufficiale racconta come il nome sia nato nella mente di Patrizio Bertelli dal sorgere di una grande luna piena e rossastra in una sera d'estate durante una cena trascorsa a parlare di barche sulle colline di Tirli vicino a Punta Ala. Miuccia Prada racconta come il nome Luna Rossa fosse perfetto da contrapporre a Black Magic, il defender. Solo dopo ci si è ricordati della canzone omonima napoletana composta nel 1950 da Vian e De Crescenzo che rielaborata in chiave moderna da Renzo Arbore seguì la barca nelle sue avventure australi. Il secondo scafo Luna Rossa ITA 48 fu varato poco dopo il primo con caratteristiche più adatte a condizioni di vento leggero e onda meno pronunciata tipiche dell'estate piena nel golfo di Hauraki.

### Organigramma di Prada Challenge for America's Cup 2000[1]
Presidente capo del sindacato - Presidente Comitato direttivo: Patrizio Bertelli; general manager: Aldo Tomasina; affari legali: Alessandra Pandarese; direzione amministrazione e finanza: Andrea Moiraghi; Comitato direttivo: vicepresidente Marco Piccinini, Bruno Calandriello, Antonio Bassani, Carlo Croce.
Progettisti dello scafo: Doug Peterson, German Frérs, German Frérs jr, David Edgan. Progettista vele: Guido Cavalazzi.
Team velico: Skipper e timoniere: Francesco De Angelis, tattico: Torben Grael, held coach: Rod Davis, stratega: Michele Ivaldi, navigatori: Matteo Plazzi, Dario Malgarise, randisti: Piero D'Alì, Sandro Montefusco, grinder: Santino Brizzi, Massimo Galli, Mauro Stanzani, Piero Romeo, grinder e drizzisti: Vittore Vattuone, Romolo Ranieri, Carlo Bonetti, drizzisti: Cristian Griggio, Sandro Spaziani, regolatore vele di prua e verricelli: Daniele Bresciano, regolatori vele di prua: Lars Borgstrom, Claudio Celon, Lorenzo Mazza, Stefano Rizzi, aiuto prodiere:Simone De Mari, Massimiliano Sirena, prodieri: Paolo Bassani, Paolo Bottari.
Yacht Club Punta Ala - Punta Ala - Castiglione della Pescaia (Grosseto).
Barche: ITA45, ITA48. Nome: Luna Rossa. Stazza: IACC (International America's Cup Class). Lunghezza fuori tutto: m.23,80. Larghezza massima m.4,30. Pescaggio circa m.4,00. Dislocamento kg. 24000. Altezza albero in coperta m. 32,5. Superficie velica randa m² 225. Superficie velica genoa m² 110. Superficie velica gennaker/spinnaker m² 500. Materiali scafo e attrezzatura di coperta: fibra di carbonio, kevlar, fibra di vetro, titanio, acciaio, alluminio. Materiali vele: fibra di carbonio, kevlar, nylon, cuben fibre. Equipaggio 16 uomini più un ospite. Peso massimo equipaggio kg.1408.
Budget: $50.000.000

### La Louis Vuitton Cup 1999-2000

#### I Round Robin
La partecipazione di Luna Rossa alle selezioni per l'America's Cup 2000 inizia nel migliore dei modi, il team si afferma immediatamente come uno dei più forti. ITA 45 chiude in testa il primo round robin dal 18 ottobre al 28 ottobre 1999 vincendo tutte le dieci regate. Il bilancio del secondo round robin dal 6 novembre al 20 novembre è altrettanto positivo, ITA 45 conquista nove vittorie su dieci regate confermando la leadership. L'unica sconfitta è contro Stars & Stripes di Dennis Conner. Nel terzo round robin dal 2 dicembre al 15 dicembre si vede il debutto di Luna Rossa ITA 48. Anche la nuova barca chiude l'ultimo round in prima posizione in classifica, con sette vittorie e due sconfitte, contro America One di Paul Cayard e Nippon Challenge.

#### Semifinali
Prada Challenge entra in semifinale con altri cinque team: America True, AmericaOne, Le Defi Français, Nippon Challenge, Stars and Stripes. Nel frattempo Luna Rossa si è già guadagnata un soprannome di tutto rispetto fra i neozelandesi: Silver Bullet, il proiettile d'argento, è la barca più veloce. Gli uomini del team chiamano più familiarmente ITA 45 il Peschereccio perché è sempre sporca e assorbe immani fatiche. Le regate della semifinale si disputano fra il 2 gennaio e il 14 gennaio 2000 e prevedono due gironi, il punteggio riparte da zero, i primi due classificati si confronteranno nella finale. Francesco de Angelis torna a Luna Rossa ITA 45, scelta per disputare le gare. La barca italiana perde la regata di andata contro Stars & Stripes ma vince quella di ritorno; arrivano poi 6 vittorie nelle sfide contro America True, Nippon Challenge e Le Defi. Il concorrente più temibile si conferma Paul Cayard con la nuova America One USA 61: il 5 gennaio 2000 Luna Rossa disalbera e si ritira per la rottura della giuntura fra sartie e terza crocetta destra, nella stessa giornata il team italiano deve fare a meno, da qui alla fine, dello stratega di ruolo. Perde anche nel girone di ritorno, la lotta è molto dura con scontri ravvicinati e penalità, Cayard taglia avanti 8". Dopo l'inaspettata vittoria di America True su Stars & Stripes, Luna Rossa chiude le semifinali seconda in classifica e sfiderà in finale la barca di Cayard.

#### Finale

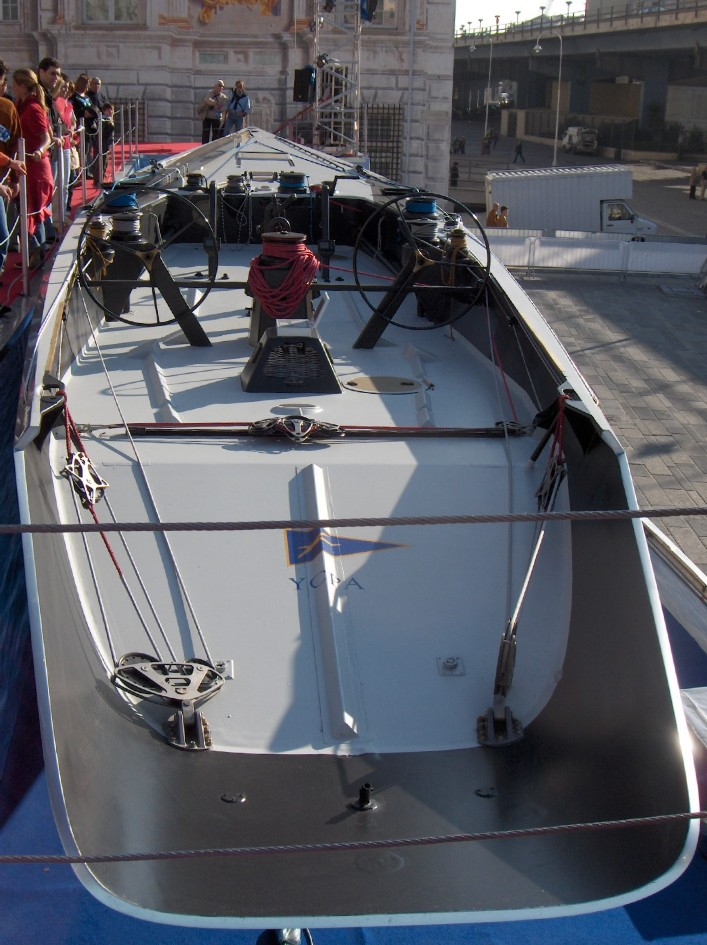
Il pozzetto di Luna Rossa ITA 45

La finale della Louis Vuitton Cup si svolge al meglio di nove regate fra il 25 gennaio ed il 6 febbraio 2000. In Italia l'evento ha un grande seguito tra TV e altri media. Anche in Nuova Zelanda l'euforia per Silver Bullet supera ogni aspettativa, i padroni di casa tifano apertamente per Prada Challenge manifestando poca simpatia per gli americani, conseguenza di antiche ruggini veliche. Le barche scelte dai due team per il confronto restano ITA 45 e USA 61. Le prestazioni dei due scafi appaiono simili in bolina, ITA 45 sembra leggermente più veloce in poppa.
La prima regata è vinta dal team italiano, nonostante una penalità ricevuta in prepartenza, Luna Rossa riesce ad accumulare un vantaggio tale da scontare la penalità nel secondo lato di bolina tagliando poi il traguardo con un distacco di 24". La seconda regata è caratterizzata da grossi salti di vento. Il vantaggio iniziale di Luna Rossa si rovescia, infatti America One lasciata senza copertura fugge via fino al traguardo avanti di 1' 33".
La terza regata è dominata da un vento di 20 nodi che mette in seria difficoltà Cayard; dopo lo spettacolare scoppio di uno spinnaker e altri problemi USA 61 si ritira e lascia il punto a Luna Rossa.
La quarta regata si gioca da distanze molto ravvicinate: USA 61 passa la prima boa con 8" di vantaggio, nella prima poppa ITA 45, che si è tenuta vicina all'avversario, va all'attacco, esplode lo spinnaker di America One, Luna Rossa è costretta a orzare perdendo il controllo. Nonostante lo svantaggio accumulato Luna Rossa, non coperta adeguatamente, nell'ultimo lato di poppa trova vento buono recupera, attacca Cayard e riesce a infliggergli una penalità; vince la regata del 3-1.
Dopo un giorno di riposo la quinta regata è a favore degli americani che vincono la partenza e riescono a stare davanti fino alla fine inducendo Francesco de Angelis a un errore durante la seconda poppa, alla fine il distacco sarà di 34", il tabellone segna 2-3. La sesta regata è ancora negativa per gli italiani, nella prima poppa un intero spinnaker finisce in acqua, un pezzo resta impigliato nella chiglia e nel timone riducendo la velocità; dopo aver risolto il problema Luna Rossa recupera ma perde per 9", è il pareggio 3-3.
La settima regata porta il vantaggio degli americani sul 4-3, Luna Rossa non marca l'avversario sceglie lati sbagliati perde con 1' e 6". L'ottava regata è la riscossa del team Prada che mostra una grande aggressività sia in prepartenza che nella regata infliggendo a USA 61 una penalità alla fine della prima poppa, nuovo pareggio 4-4. La nona regata è quella decisiva: si svolge il 6 febbraio, Luna Rossa parte con un piccolo vantaggio che aumenta costantemente controllando in modo strettissimo l'avversario, la regata viene vinta con 49". Per la seconda volta dopo il Moro di Venezia un team italiano vince la Louis Vuitton Cup e diviene lo sfidante ufficiale dell'America's Cup. Per la prima volta uno skipper non anglosassone, Francesco de Angelis, entra nell'Olimpo della vela mondiale. Il titolo viene dedicato allo stratega di ruolo, giovane promessa della vela, costretto al ritiro anticipato.

### La XXX America's Cup
Le regate della 30esima America's Cup si svolgono fra il 20 febbraio e il 2 marzo 2000. Il Team Prada, euforico per la grande affermazione d'esordio, affronta la prova con motivate speranze di successo. Il sindacato defender sotto la guida di Sir Peter Blake ha costruito due barche: Black Magic NZL57 e NZL60, al timone Russell Coutts. Tutta la Nuova Zelanda è raccolta intorno al suo team che rappresenta uno degli sport nazionali, la vela. Le barche prescelte per la sfida sono ITA 45 e NZL 60. Doug Peterson, progettista di Luna Rossa, si lascia scappare qualche considerazione sulla probabile lentezza di NZL 60. I fatti lo smentiscono immediatamente. Nella prima regata la superiore velocità di Black Magic è subito evidente. Boa dopo boa il distacco con Luna Rossa aumenta mentre Russel Coutts amministra il suo vantaggio coprendo come da manuale di match race ogni mossa dell'avversario, alla fine il distacco è 1'17".
La seconda prova viene funestata da un incidente: un oggetto misterioso si impiglia alla chiglia di Luna Rossa frenando la barca pochi minuti dopo la partenza, nelle concitate operazioni per liberare il bulbo l'aiuto prodiere Massimiliano Sirena si ferisce alla testa e deve essere sbarcato. Luna Rossa riparte ma chiude la regata dietro 2' 26". La terza regata conferma nuovamente la velocità di Black Magic che vince con 1' e 39" di vantaggio. Non c'è più storia: le due regate successive non lasciano alcuna speranza, Luna Rossa le perde entrambe terminando la sua sfida sul 5-0; nell'ultima regata Russell Coutts lascia il timone al giovane Dean Barker. L'America's Cup resta saldamente in Nuova Zelanda. Un attimo dopo il taglio del traguardo Bruno Calandriello, Presidente dello Yacht Club Punta Ala, consegna nelle mani del Commodoro Peter Kingston, del Royal New Zealand Yacht Squadron, la nuova sfida di Luna Rossa per il 2003; per la seconda volta un sindacato italiano è challenger of record.

## La seconda sfida (2000-2003)
Nonostante la bruciante sconfitta 5-0 contro i neozelandesi, il bilancio d'esordio del team italiano è stato superiore a ogni aspettativa. I cordiali rapporti stabiliti con il defender consentono già prima della fine dell'evento del 2000 di siglare un accordo che dà la possibilità a Prada - nello stesso attimo della sconfitta - di lanciare la nuova sfida per primo e divenire Challenger of Record, ossia il rappresentante di tutti gli sfidanti, che stabilisce assieme con il defender modalità e date di svolgimento della successiva Louis Vuitton Cup. L'attenzione nazionale e internazionale suscitata da Luna Rossa e dal marchio Prada determinano una notevole ricaduta economica per la griffe di lusso italiana tanto da ripagare ampiamente - cosa assai rara per l'America's Cup - l'ingente investimento iniziale, assicurando la copertura economica della nuova sfida.
Nella primavera 2000 Patrizio Bertelli acquista le due barche del New York Yacht Club - Young America USA 53 e USA 58 che, pur non raggiungendo le semifinali nel 1999, hanno colpito per il loro progetto particolare. Gli allenamenti del team riprendono a maggio 2000 e proseguono con il consueto passaggio dall'estate boreale a Punta Ala a quella Australe nella base di Auckland. Il team velico cresce e si internazionalizza maggiormente. Il team progettuale guidato da Doug Peterson, composto da venti persone, ha il compito più delicato: costruire due nuove barche veloci che consentano al team di imporsi sugli altri sfidanti e poi sul defender. In ambito internazionale gli eventi mutano velocemente, cresce l'interesse per l'America's Cup e vengono coinvolti nuovi importanti protagonisti. L'imprenditore italo-svizzero Ernesto Bertarelli ingaggia Russel Coutts e alcuni degli uomini più importanti del Team New Zealand vincitori dell'America's Cup 2000, nasce il team Alinghi mentre in Nuova Zelanda si grida al tradimento. In Italia si organizza un secondo sindacato sfidante: Mascalzone Latino di Vincenzo Onorato.
La nuova Luna Rossa ITA 74, costruita nei cantieri di Grosseto viene varata a Punta Ala il 20 maggio 2002, madrina Miuccia Prada, celebrante don Sandro Spinelli. ITA 74 si caratterizza per le proporzioni molto allungate. Il 28 agosto 2002 a Auckland viene varata la seconda barca ITA 80, madrina sempre Miuccia Prada, officiante Padre Bernard Kiely, parroco della St Patrick's Cathedral di Auckland.

### Organigramma di Prada Challenge for America's Cup 2003

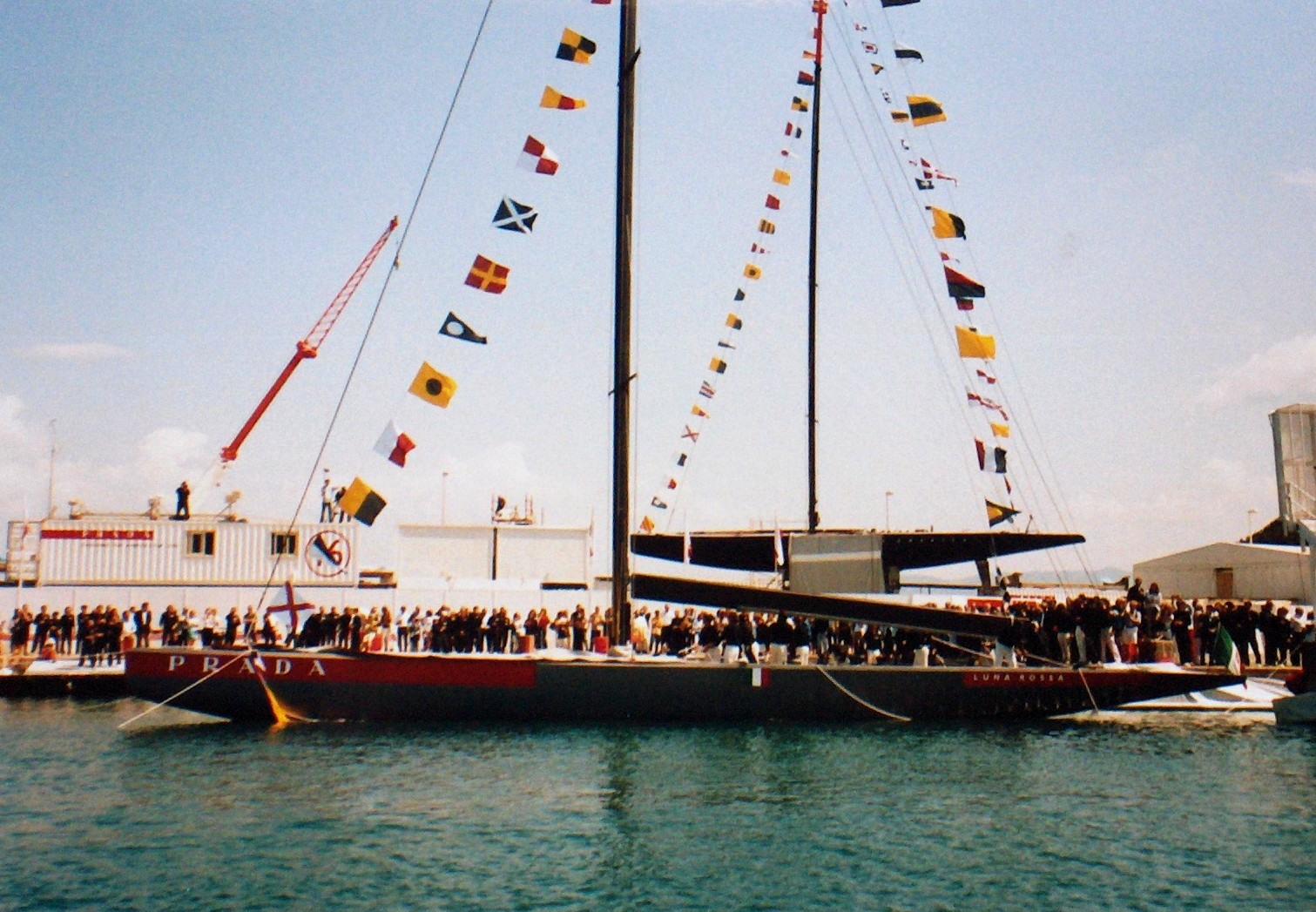
Il varo di Luna Rossa ITA 74 a Punta Ala

Presidente, capo del sindacato: Patrizio Bertelli, Presidente Yacht Club Punta Ala: Bruno Calandriello, General manager: Giacomo Ovidi.
Direttore amministrativo e finanziario: Andrea Moiraghi, Communication manager: Paolo Martinoni, Affari legali: Alessandra Pandarese. Segretario generale: Tatiana Del Giovane. Design team director: Doug Peterson, Operation director: Laurent Esquier.
Team velico: Skipper /timoniere/direttore del team velico: Francesco de Angelis, timonieri/afterguard: Gavin Brady, Rod Davis, tattico: Torben Grael, navigatori: Dario Malgarise, Matteo Plazzi, prodieri/aiuto prodiere: Alberto Barovier, David Blanchfiled, Massimiliano Sirena, prodiere: Paolo Bassani, trimmer: Lars Borgstrom, Andrew Hemmings, Lorenzo Mazza, Carter Perrin, Nicolas Texier, grinder: Daniele Bresciano, Massimo Galli, Federico Giovannelli, Emanuele Marino, Gilberto Nobili, Romolo Ranieri, Piero Romeo, stratega/afterguard: Francesco Bruni, Michele Ivaldi, drizzista/volantista: Thomas Burnham; drizzisti: Cristian Griggio, Albert Jacobsoone, randisti: Sean Clarkson, Pietro D'Alì, randista/trimmer: Hartwell Jordan, albero: Simone de Mari, Massimo Gherarducci, afterguard/volantista: Steve Erickson.
Yacht Club Punta Ala - Punta Ala - Castiglione della Pescaia (Grosseto).
Barche: ITA 74, ITA 80 nome: Luna Rossa
Stazza: ACC (America's Cup Class). Lunghezza fuori tutto m.25,15. Larghezza massima m.4,30. Pescaggio circa m.4,00. Dislocamento kg. 25000. Altezza albero in coperta m. 32,5. Superficie velica randa m² 225. Superficie velica genoa m² 139. Superficie velica gennaker/spinnaker m² 495. Materiali scafo e attrezzatura di coperta: fibra di carbonio, kevlar, fibra di vetro, titanio, acciaio, alluminio. Materiali vele: fibradi carbonio, kevlar, nylon, cuben fibre. Equipaggio 16 uomini più un ospite. Peso massimo equipaggio kg.1408.
Budget: 60 milioni $.

### La Louis Vuitton Cup 2002

#### I Round Robin
Le regate del primo Round Robin dal 1º ottobre all'11 ottobre 2002 mostrano immediatamente i limiti di velocità di ITA 74; mentre i team più importanti hanno scelto di seguire le linee progettuali introdotte nell'edizione precedente dai neozelandesi sugli scafi delle due Black Magic caratterizzate dalla prua tozza a doppia inclinazione, il progettista Doug Peterson ha preferito sviluppare un progetto con caratteristiche più conservatrici. All'indomani della prima sconfitta Doug Peterson viene sollevato dal suo incarico. Intanto Luna Rossa si confronta con gli altri otto sfidanti vincendo solo quattro regate. Nella settimana di pausa con il secondo Round Robin ITA 74 torna in cantiere e subisce la drastica sostituzione della prua tradizionale con quella a doppia inclinazione oltre alle appendici. Il 20 ottobre ITA 74 è di nuovo in acqua e accoglie l'arrivo a Auckland dell'Amerigo Vespucci della Marina Militare Italiana. Anche ITA 80 viene sottoposta a importanti modifiche e resta in cantiere per circa un mese. Il secondo Round Robin si svolge dal 23 ottobre al 3 novembre, ITA 74 mostra subito un decisivo miglioramento nelle prestazioni e vince sette regate, perde una sola regata contro OneWorld Challenge e si classifica quarta.

#### I quarti di finale

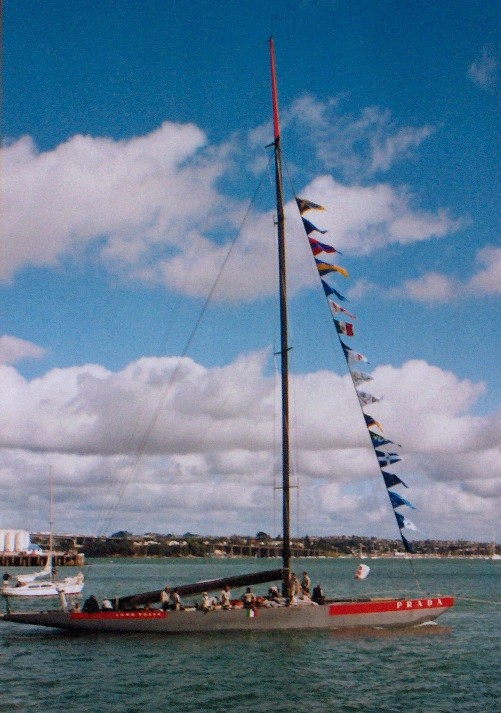
Luna Rossa ITA 74 a Auckland nel dicembre 2002

Luna Rossa, secondo il nuovo formato della Louis Vuitton Cup, è nel gruppo delle prime quattro classificate e viene scelta da Alinghi, prima classificata, per disputare i quarti di finale programmati dal 12 novembre al 19 novembre al meglio di sette regate. Dopo aver perso le prime tre regate contro il team svizzero con prestazioni onorevoli, il 16 novembre team Prada decide di ritirarsi per risparmiare tempo, compiere nuovi lavori a ITA 74 e accedere direttamente ai ripescaggi dei quarti di finale dal 23 novembre al 30 novembre. Luna Rossa vince quattro regate consecutive al meglio di sette contro la svedese Victory Challenge e accede alle semifinali.

#### Le semifinali
Durante le semifinali programmate dal 9 dicembre al 16 dicembre 2002 ITA 74 gareggia al meglio di sette regate contro OneWorld Challenge USA 67 che parte con un punto di penalità per spionaggio progettuale nei confronti del Team New Zealand. Gli americani vincono il primo incontro riscattando il punto di penalità, perdono il secondo, vincono di nuovo nel terzo portandosi sull'1-1. Dal 13 dicembre le regate vengono sospese per vento troppo forte, riprendono il 16 dicembre con due match a favore di USA 67; siamo al 3-1. Secondo il regolamento il 17 dicembre è l'ultimo giorno disponibile per regatare, un'ulteriore proroga è prevista solo in caso di pareggio fra i due team, la scarsità di vento permette lo svolgimento di una sola regata che Luna Rossa vince, portandosi a 3-2 ma ormai è fuori dalla Louis Vuitton Cup che verrà conquistata da Alinghi.

## La terza sfida (2003-2007)
A seguito della vittoria della XXXI America's Cup da parte di Alinghi (SUI 64), condotta da Russell Coutts per l'imprenditore italo-svizzero Ernesto Bertarelli della Société nautique de Genève, contro il defender Emirates Team New Zealand (5-0), l'America's Cup torna in Europa dopo 152 anni creando nuove prospettive per la manifestazione. Patrizio Bertelli nei primi mesi del 2003 assolda in segreto il giovane skipper australiano James Spithill, già al timone di Young Australia e OneWorld, ma annuncia ufficialmente l'intenzione di lanciare una nuova sfida solo il 27 novembre successivo.

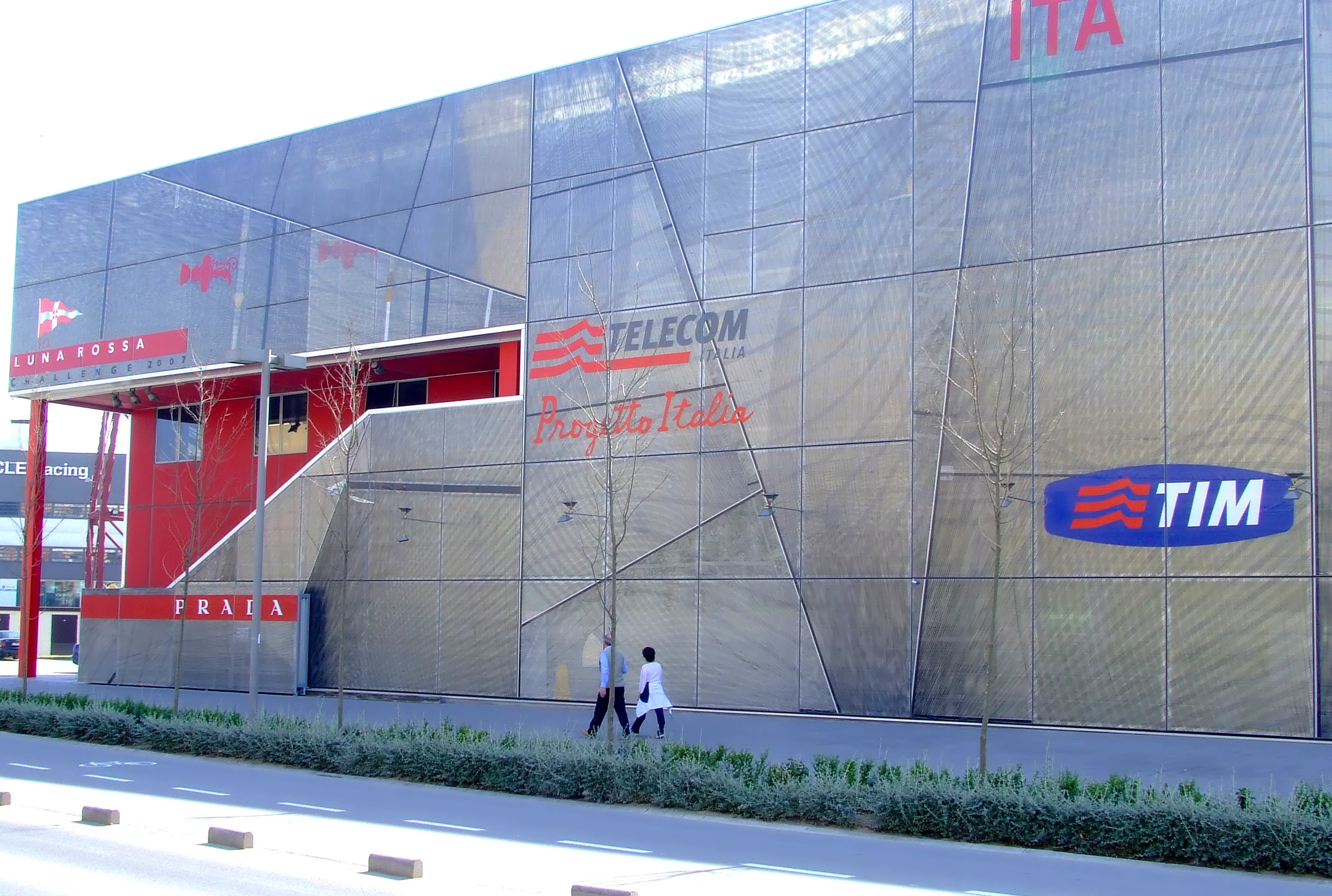
Base di Luna Rossa a Valencia. Notare le vele sulla copertura esterna

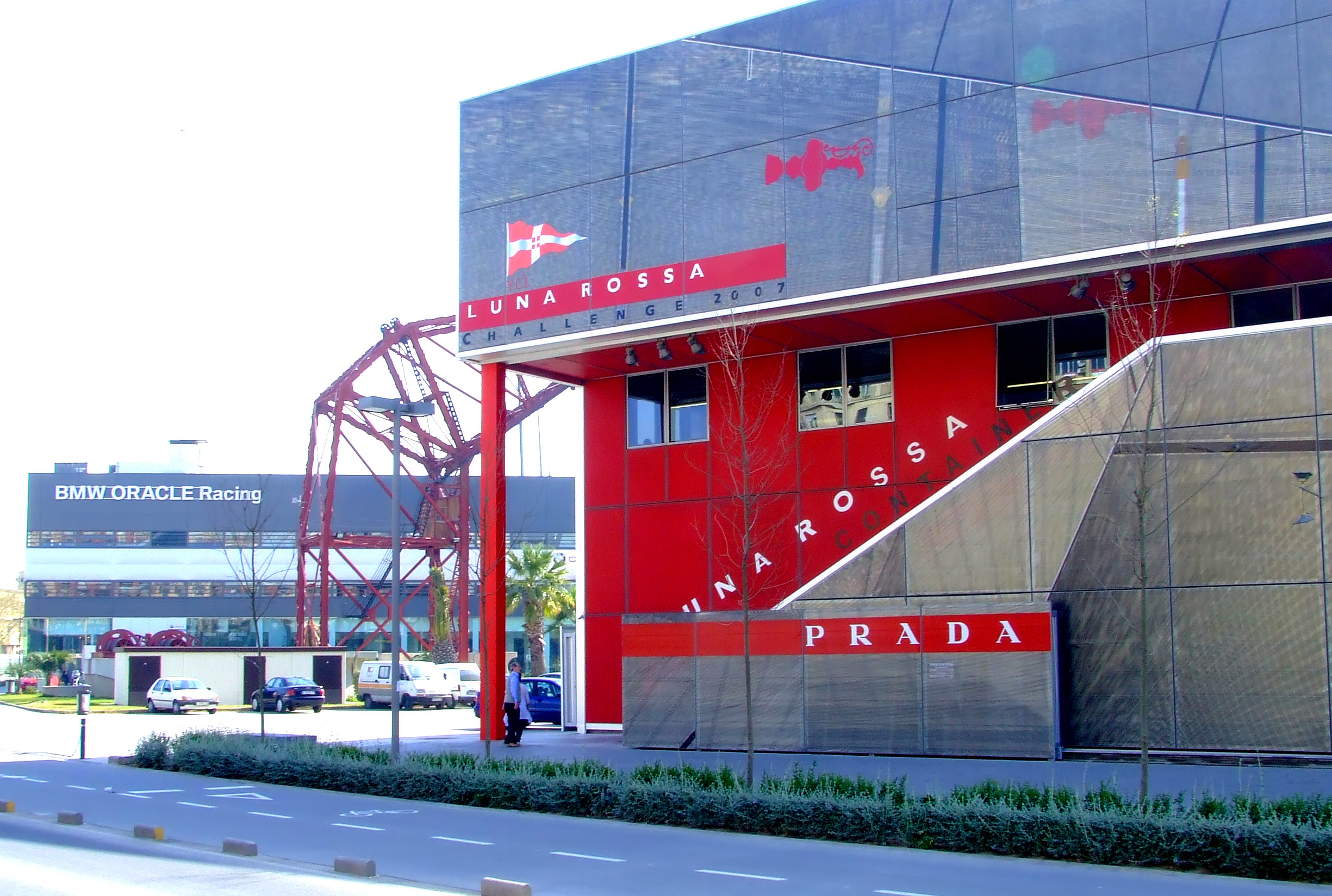
Base di Luna Rossa a Valencia e sullo sfondo la base di BMW Oracle

Nel dicembre 2003 Luna Rossa ITA48 viene venduta al capitano Salvatore Sarno, general manager della Mediterranean Shipping Company S.A. che organizza il sindacato sudafricano Team Shosholoza. Nell'aprile 2004 Francesco de Angelis con il team riprende gli allenamenti a Valencia, sede scelta per la 32esima America's Cup.

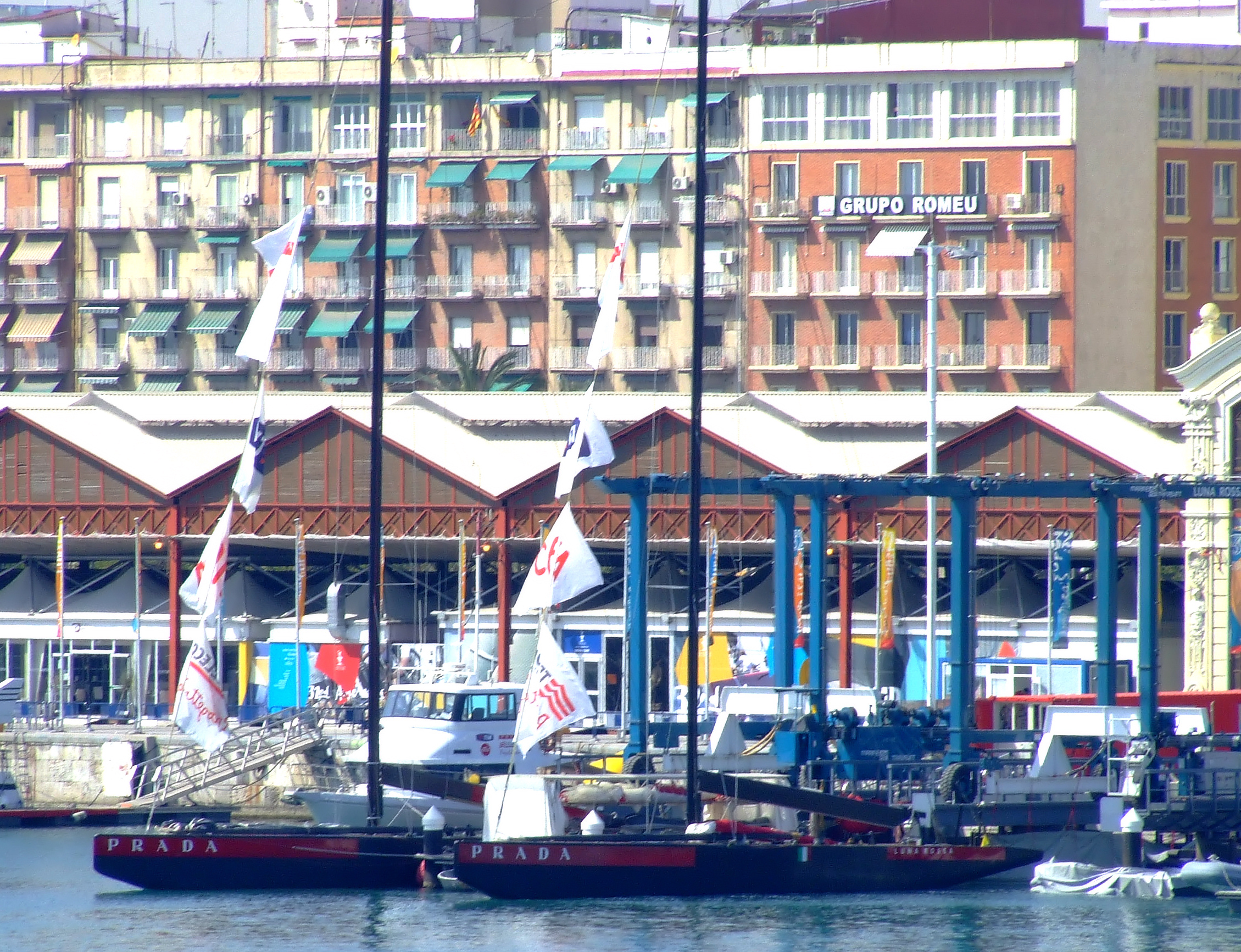
2 versioni di Luna Rossa nel porto di Valencia

La nuova sfida di Luna Rossa parte dallo Yacht Club Italiano di Genova presieduto da Carlo Croce e viene formalizzata e accettata il 19 agosto 2004. Accanto a Prada entra un secondo socio finanziario: il gruppo Telecom Italia guidato da Marco Tronchetti Provera. Vengono così costituite le due società "Luna Rossa Challenge 2007", per finanziare la sfida, e "Luna Rossa Trademark", per la gestione del marchio "Luna Rossa"; la prima con Presidente Carlo Buora (Telecom) e la seconda con Presidente Patrizio Bertelli, entrambe aventi come Amministratore Delegato Giacomo Ovidi. Il sindacato prende nome Luna Rossa Challenge for America's Cup 2007. Le due nuove barche ITA 86 e ITA 94 sono state varate a Valencia rispettivamente il 22 marzo 2006 ed il 18 gennaio 2007.
La base di Luna Rossa a Valencia, chiamata "Luna Rossa Container" è stata progettata da Renzo Piano, che ha sfruttato vecchie vele per ricoprire tutta la parete esterna dell'edificio (Vedi prima figura in alto a destra). All'interno del container è presente anche un negozio del Team, dove è possibile comprare il merchandising della squadra.

### La società
Due società gravitano attorno l'imbarcazione:
- Luna Rossa Challenge 2007 S.L. che si occupa della promozione e organizzazione delle regate veliche, inclusa la Coppa America, con sede a Valencia e capitale sociale di 4 milioni di euro, partecipata al 51% da Prada S.A. e al 49% da Telecom Italia S.p.A.. Dopo il 15 marzo 2009 Prada S.A. è in possesso del 100% di tale società.
- Luna Rossa Trademark S.a.r.l. che si occupa dell'acquisizione, gestione e sviluppo dei diritti di proprietà di Luna Rossa (in poche parole gestione e tutela del Copyright), con sede in Lussemburgo e capitale sociale di 20 milioni, partecipata dagli azionisti di cui sopra. Dopo il 15 marzo 2009 Prada S.A. è in possesso del 100% di tale società[5].

A Bilancio 2007 risulta che Telecom Italia ha versato 13 milioni di euro per sponsorizzare Luna Rossa.

### Organigramma di Luna Rossa Challenge for America's Cup 2007
steering cometee: Carlo Croce (presidente), Carlo Buora, Patrizio Bertelli, Antonio Concina, Marco Piccinini, Giacomo Ovidi.
amministratore delegato: Giacomo Ovidi, direttore generale: Antony Romano, rappresentante del sindacato: Bruno Finzi, general counsel: Luis Saenz, Comunicazione Paolo Martinoni, responsabile costruzione imbarcazioni: Richard Gillies, Responsabile logistica e cantiere: Antonio Marrai.
squadra velica: skipper Francesco de Angelis, navigatori: Michele Ivaldi, Matteo Plazzi, Tom Schnackenberg Tattici: Torben Grael, Charlie McKee, timoniere: James Spithill, afterguard: Francesco Bruni, Philippe Presti, Andy Horton, grinder randa: Gilberto Nobili, trimmer randa: Jonathan McKee, Nacho Braquehais Sarrion, grinder: Daniele Bresciano, Emanuele Marino, Romolo Ranieri, Andrew Taylor, Phil Trinter, trimmer: Daniel Fong, Christian Kamp, Joe Newton, Tatsuya Wakinaga, volanti - meteo: Ben Johnn Durham, manuel Modena grinder volanti: Magnus Auguston, Michele Cannoni, drizzisti: Thomas Burnham, albero: Shannon Falcone, grinder - albero: Massimo Gherarducci, pitman: Simone de Mari, prodieri: Paolo Bassani, Andersen Fethers, Alan Smith aiuto prodiere - prodiere: Claudio Novi, aiuto prodiere: Massimiliano Sirena, sail coordinator: Grant Spanhake, sailing operational manager: Steve Erickson.
Yacht Club Italiano - Genova
Barche: ITA86, ITA94 nome: Luna Rossa
Stazza: ACC (America's Cup Class).
Budget: 90 milioni di euro.

### I Louis Vuitton Acts
La formula adottata dall'America's Cup Management per mantenere viva l'attenzione sulla manifestazione prevede una serie di eventi di avvicinamento alle selezioni degli sfidanti vere e proprie, i Louis Vuitton Acts. I tredici Acts si svolgono fra settembre 2004 e aprile 2007 per la maggior parte a Valencia e con tre trasferte a Marsiglia, Malmö e Trapani. Le prove consistono in match race e regate di flotta. Dall'Act 4 viene stilata una classifica, la Louis Vuitton Ranking, che alla fine dell'Act 13 assegna un punteggio d'ingresso nella Louis Vuitton Cup. Luna Rossa è terza fra gli undici sfidanti dopo Emirates Team New Zealand e BMW Oracle Racing; acquista così in dote 3 punti.

### La Louis Vuitton Cup 2007

#### I Round Robin
La settima edizione della Louis Vuitton Cup è iniziata il 20 aprile 2007, con quattro giorni di ritardo rispetto al calendario ufficiale. La causa unica è stata l'assenza di vento nei campi di regata di Valencia, il campo Romeo e quello Juliet. La scarsità di vento si è fatta sentire sino al 5 maggio, costringendo tutti i challenger a regatare sino a quella data a giorni alterni. Ciò era comunque prevedibile dato che Valencia presenta condizioni di vento stabile e superiore ai 10 nodi solo a partire dalla fine del mese di giugno. Nonostante Luna Rossa non fosse la principale candidata per affrontare il defender Alinghi (essendosi dimostrata inferiore agli americani di BMW Oracle Racing e ai "kiwi" Emirates Team New Zealand durante gli Acts), la barca italiana ha mostrato dei buoni miglioramenti, ed è riuscita a classificarsi al terzo posto (alla fine dei 2 round robin previsti), con BMW Oracle Racing secondo e New Zealand al primo posto (strappato all'ultima regata contro gli americani). Va comunque detto che per almeno tre regate la prima posizione della classifica è stata contesa addirittura fra ITA 94 ed USA 98, lo scafo americano. Tutto ciò però non è stato sufficiente, e Luna Rossa ha comunque perso tutti gli scontri diretti contro gli americani, mentre più equilibrio vi è stato nelle sfide contro i "kiwi". La classifica finale ha visto il team di Genova al terzo posto con 35 punti, dietro a Oracle (37 punti) e New Zealand (38), davanti al challenger spagnolo Desafio (29 punti, esordiente). Come da regolamento New Zealand infine, come primo classificato, ha potuto scegliere il suo sfidante per le semifinali, optando per Desafío Español.

#### La semifinale
A Luna Rossa è toccato quindi il temibile sailing team di San Francisco, BMW Oracle, finalista nella Louis Vuitton Cup del 2003 ed erede designato di Stars & Stripes. In questi ultimi anni, il team del magnate Larry Ellison si è guadagnato il soprannome di "Missile di poppa", in seguito alle alte velocità che lo scafo americano ha raggiunto durante i lati di poppa. L'obiettivo dichiarato del patron di Oracle è stato la vittoria finale contro il defender Alinghi; a tal fine le spese di armamento sono state nettamente superiori a quelle degli altri challenger (superiori persino alla somma di quelle di Luna Rossa e New Zealand). Oracle ha potuto contare sull'esperienza del timoniere Dickson e del navigatore Isler per tutti i tre anni di sfide, è molti hanno dato per favorita USA98 rispetto all'imbarcazione italiana.
Team Prada ha affrontato però la serie (partita il 14 maggio 2007 e conclusasi sei giorni dopo) consapevole dei propri mezzi, dimostrando tutta la propria forza. Forse a causa anche di alcuni settaggi errati da parte del team americano, oltre che alle migliorie eseguite su ITA 94, il challenger italiano ha mostrato una velocità di bolina superiore rispetto allo scafo rivale ed anche nei lati di poppa è riuscita a reggere il confronto su USA98. Ma tutto il pozzetto ha lavorato in maniera eccellente, a partire dal timoniere australiano James Spithill, capace di realizzare sempre e comunque partenze azzeccate ed in pieno controllo su Dickson (fra cui la doppia penalità inflitta durante il pre-start del 5° match).
A causa della superiorità mostrata dal rivale australiano, Dickson ha lasciato il timone in gara 6 al danese Sten Mohr. Con il risultato di 5 a 1, il Team Prada è acceduto così alla finale della Louis Vuitton Cup dove lo ha atteso Team New Zealand (5-2 contro Desafio). Va sottolineato il risultato storico per la vela italiana: Luna Rossa è il primo scafo tricolore ad accedere per due volte alla finale di Louis Vuitton Cup. Anche l'eliminazione di Oracle è storica: è stata la prima volta che un challenger statunitense veniva escluso dall'atto finale di questa competizione.

#### La finale
Grazie alla prova di forza su Oracle, Luna Rossa si è presentata in finale (regate dal 1º giugno al 12 giugno) con un certo ottimismo. In finale, però, Team New Zealand ha mostrato una netta superiorità, sia per quanto riguarda lo scafo, sia per quanto riguarda il pozzetto (il tattico Hutchinson su tutti). Aiutata anche dalle condizioni meteo favorevoli (8-10 nodi) al tipo di scafo, NZL 92 ha battuto con un secco 5-0 il sindacato italiano, ripetendo lo stesso successo ottenuto sette anni prima ad Auckland.
Per l'equipaggio di Patrizio Bertelli non c'è stata storia: male in partenza nelle prime tre regate, poche poi le manovre azzeccate dal tattico Grael, la prua neozelandese è sempre stata avanti. Si aggiunge il fatto che ITA 94 è stata concepita per venti superiori di due nodi rispetto a quelli medi trovati durante la finale. Solo il primo match ha mostrato equilibrio fra i due scafi, quando il vento era superiore ai 10 nodi: allora Luna Rossa si è però ritrovata per tutta la regata a sinistra, con vento sul lato di destra, a causa di una chiamata errata da parte del team meteo (anche questo non impeccabile per l'intera serie). Il 6 giugno il timoniere Dean Barker ha così sollevato la seconda Louis Vuitton Cup neozelandese, ma non è riuscito nell'impresa di riportare a casa il trofeo perso tre anni prima per merito di Alinghi.

## L'America's Cup 2010
Subito dopo la fine della XXXII America's Cup, 3 agosto 2007 Patrizio Bertelli annunciò che Luna Rossa non avrebbe partecipato all'edizione successiva. "Si è concluso un ciclo", le parole dell'imprenditore. Ma il 9 dicembre 2008 avviene il ripensamento: la barca viene iscritta alla 33ª America's Cup con i colori dello Yacht Club Punta Ala; ciò anche in virtù della modica cifra richiesta per l'iscrizione (50000 €) da parte degli organizzatori di Alinghi, nell'intento di ampliare il più possibile il numero degli sfidanti quale ulteriore strumento di pressione nella disputa legale all'epoca in corso contro Oracle Racing. Tuttavia, la vittoria finale di quest'ultimo dinanzi alla Suprema Corte dello Stato di New York, il 2 aprile 2009, nel proclamare Oracle unico possibile sfidante di Alinghi, automaticamente tagliò fuori tutti gli altri, compresa Luna Rossa, dalla corsa alla XXXIII America's Cup, vinta poi dagli stessi americani il 14 febbraio 2010.
Comunque, al fine di ovviare alla mancata disputa della Louis Vuitton Cup, oltre che di mantenere vivo l'interesse per una manifestazione ormai combattuta più nelle aule di tribunale che in acqua, vennero organizzate delle competizioni alternative per yacht classe Coppa America: dapprima la Louis Vuitton Pacific Series (gennaio-febbraio 2009), dove Luna Rossa uscì ai quarti di finale per mano di Oracle, dopo aver vinto solo 2 regate sulle 10 disputate in totale, quindi il Louis Vuitton Trophy (novembre 2009-novembre 2010), organizzato su 5 eventi (poi ridotti a 4), con Luna Rossa al via solo in quello tenutosi a La Maddalena, conclusosi peraltro con l'eliminazione già nel round robin. Da sottolineare che in queste competizioni la denominazione Luna Rossa identificava solo l'equipaggio, poiché per ridurre i costi, gli organizzatori disposero l'impiego di imbarcazioni già esistenti e messe a disposizione dai sindacati New Zealand, Oracle Racing e Mascalzone Latino, modificate per uniformarne le prestazioni.

### Altre regate 2009-2011
Per la stagione 2009 fu varata una nuova Luna Rossa di classe STP 65 (Storm Trysail Transpac 65). Questo yacht vinse la categoria ORC alla Middle Sea Race, giunse secondo alla Fastnet race e partecipò al Campionato Mondiale Maxi a Porto Cervo.
L'anno seguente la squadra decise di partecipare al circuito Audi MedCup; per l'occasione fu acquistato uno yacht esistente di classe TP 52, poi modificato e aggiornato.
Per il 2011, nell'ottica di acquisire esperienza coi multiscafi, venne varato un nuovo catamarano di classe Extreme 40 per disputare la Extreme Sailing Series. L'equipaggio comprendeva Max Sirena (skipper), Paul Campbell-James (timoniere) e Alister Richardson (tattico). Luna Rossa si aggiudicò il campionato, disputatosi su 9 prove.

## La quarta sfida (2011-2013)
Similmente a quanto avvenuto tre anni prima, dopo la vittoria del team americano nella XXXIII America's Cup e alla formazione di un regolamento radicalmente innovativo, che segna l'abbandono dei monoscafi in favore dei catamarani, inizialmente la squadra italiana non risultava iscritta alla successiva edizione del torneo velico, ma il 20 ottobre 2011 il gruppo del patron Bertelli annunciò il lancio della sua quarta sfida, stavolta a nome del Circolo della Vela Sicilia, stanziando allo scopo 40 milioni di euro, e poco dopo l'equipaggio fece il suo esordio nella classe Extreme dei catamarani a Singapore, ottenendo immediato successo. Nel contempo, viene inaugurata una proficua collaborazione con Team New Zealand, volta ad ottimizzare la progettazione delle nuove imbarcazioni classe AC72.

### America's Cup World Series (2012-13)
Ciò portò Luna Rossa a scendere nuovamente in acqua per gareggiare nelle America's Cup World Series, evento di preparazione alla XXXIV America's Cup, con ben due equipaggi, denominati Luna Rossa "Piranha" e Luna Rossa "Swordfish", comandati rispettivamente dagli skipper Chris Draper e Massimiliano Sirena. Queste World Series prevedevano l'impiego di catamarani a vela rigida della nuova classe monotipo AC45, ideata per addestrare gli equipaggi alla futura classe AC72. Per limitare i costi, le imbarcazioni erano tutte uguali, progettate da Oracle Racing e costruite nei cantieri neozelandesi. All'esordio in occasione dell'evento nelle acque del golfo di Napoli (11-15 aprile 2012), il catamarano Luna Rossa "Piranha" vinse subito la classifica delle regate di flotta, risultato poi ripetuto anche nell'evento di Newport; le buone prestazioni nel corso del 2012-13 le permisero (anche grazie alla squalifica di Oracle Racing per gravi irregolarità) finanche di vincere le World Series 2013.

### Louis Vuitton Cup 2013

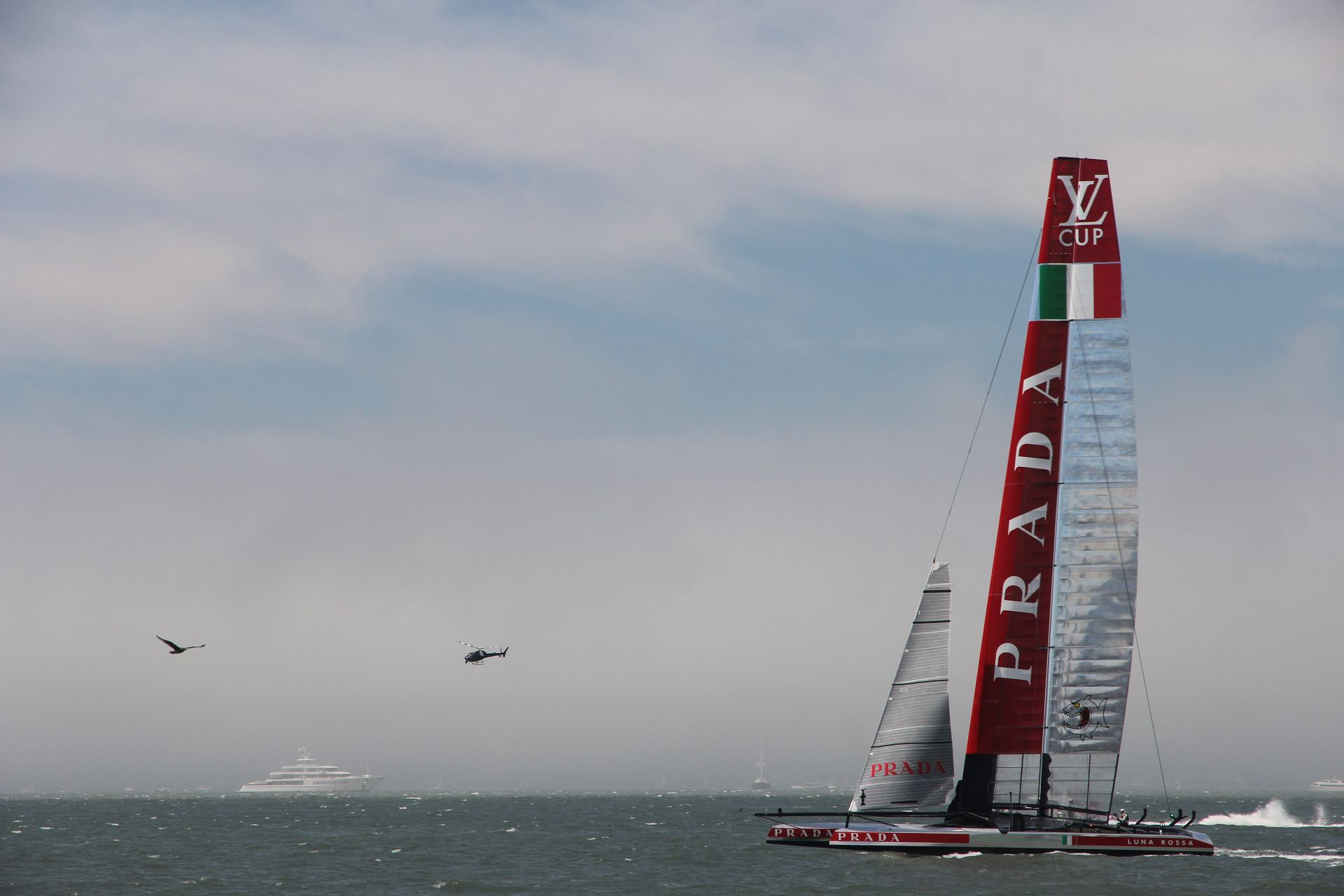
Luna Rossa in versione AC72 nella Baia di San Francisco durante le finali di Louis Vuitton Cup nel 2013

A causa dell'enorme aumento dei costi di progettazione, costruzione e messa in opera dei catamarani classe AC72, stimati nell'ordine dei 100 milioni di $, solo 3 team riuscirono a lanciare la sfida al defender Oracle Racing: oltre a Luna Rossa e i loro partner neozelandesi, si presentarono nelle acque della baia di San Francisco solo gli svedesi di Artemis Racing come challenger of record, che però vennero di fatto prematuramente estromessi dalla gara ancor prima dell'inizio a causa di un grave incidente occorso il 9 maggio, in cui perse la vita un membro dell'equipaggio; Artemis pertanto saltò l'intero round robin, che si risolse in sole 4 regate tra TNZ e Luna Rossa, tutte vinte dai neozelandesi. Luna Rossa quindi affrontò Artemis nelle semifinali, liquidandola con un secco 4-0, ma poi dovette soccombere nuovamente a Team New Zealand nella finale, stavolta col punteggio di 7-1. I kiwi si qualificarono quindi per la XXXIV America's Cup, che persero incredibilmente per 9-8 dopo esser stati in vantaggio 8-1. Pertanto, la Coppa rimase nelle mani degli americani.

## L'America's Cup 2017
Come già avvenuto nelle precedenti edizioni, all'indomani della fine della XXXIV America's Cup il futuro di Luna Rossa rimase incerto. Stavolta, però, il 3 aprile 2015 il Patron Bertelli annunciò che, a seguito dell'ennesimo improvviso cambio di regolamento, che fissava la nuova classe AC50 composta da imbarcazioni più piccole, Luna Rossa non avrebbe partecipato alla XXXV edizione dell'America's Cup, in polemica col defender Oracle Racing.
Tuttavia, Bertelli non ha mai dichiarato il definitivo abbandono del "sogno" America's Cup, ed anzi già prima della disputa delle regate finali si riteneva probabile da parte di diversi osservatori il rientro in competizione di Luna Rossa in caso di vittoria di Team New Zealand, come segnalato anche dalla presenza dello stesso Bertelli a Bermuda in visita ai neozelandesi proprio nel corso della finale della XXXV America's Cup.
Tutte le indiscrezioni trovano conferma ufficiale il 26 giugno, appena pochi minuti dopo la settima e definitiva vittoria su Oracle Racing di Team New Zealand, con la quale strappa agli americani l'America's Cup dopo 7 anni: Luna Rossa, ancora sotto il guidone del Circolo della Vela Sicilia, presenta la prima sfida ufficiale della XXXVI America's Cup, e diviene per la seconda volta il Challenger of Record, esattamente come 17 anni prima.

## Altre due sfide (2021-2024)

### La quinta sfida (2021)

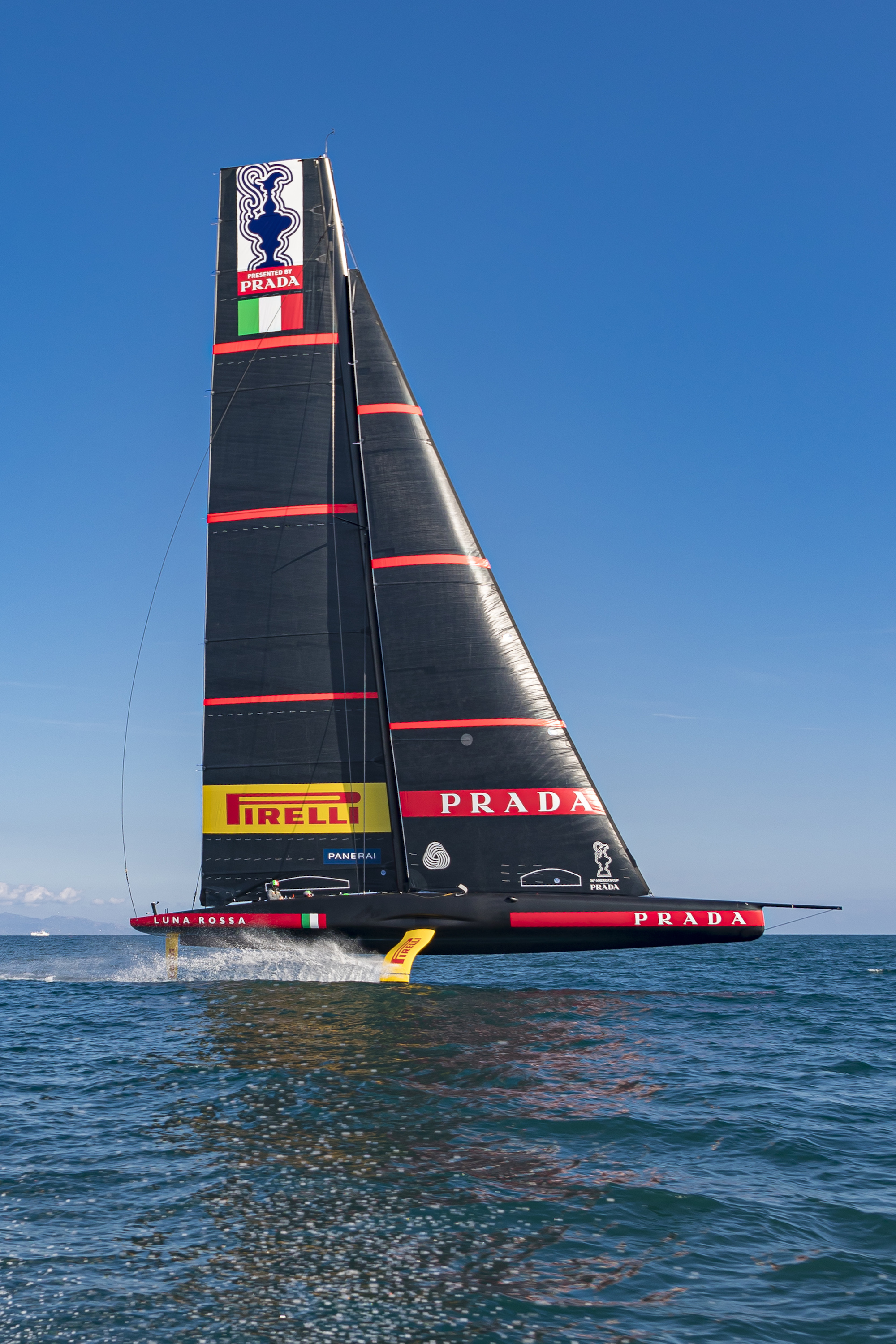
Luna Rossa Prada Pirelli

Nelle acque di Auckland, Luna Rossa, con lo skipper Max Sirena e per la prima volta la figura del doppio timoniere (James Spithill e Francesco Bruni), affronta Ineos Team UK e American Magic nella nuova Prada Cup che sostituisce la Louis Vuitton Cup. La barca (per questa edizione un nuovo monoscafo AC75), che predilige condizioni di vento leggero, chiude il round robin al secondo posto, dopo aver perso tre match race combattuti contro i britannici e vinti altrettanti più nettamente contro gli americani. In semifinale batte American Magic 4-0. Il 21 febbraio 2021, grazie alla vittoria della finale per 7-1 contro Ineos Team UK, Luna Rossa conquista la Prada Cup e il diritto di sfidare Emirates Team New Zealand nella 36ª America's Cup.
Nel confronto in America's Cup Emirates Team New Zealand riesce a difendere per la seconda volta consecutiva la coppa con la vittoria per 7-3, maturata nelle ultime tre regate.

### La sesta sfida (2024)
Nuovamente sotto l'egida del circolo siciliano, Luna Rossa si è iscritta all'America's Cup del 2024, la cui sede sarà Barcellona.
A partire dal 22 agosto 2024, sempre con barche AC75, prende parte alla Louis Vuitton Cup 2024, competizione che decreta il challenger dell'America's Cup 2024. Il 4 ottobre Luna Rossa viene sconfitta nella finale della Louis Vuitton Cup da Ineos Britannia, che vince la serie per 7-4.

## Videografia
- Il sogno di Luna Rossa tutti i momenti magici della sfida italiana alla Coppa America (http://www.youtube.com/watch?v=-tPg-FV1Epc), a cura di Manfredi Renda e Claudio Callini, Rai Trade - Elle U multimedia, 2000.
- Vola, Luna Rossa documentario prodotto da Stand by Me e disponibile su RaiPlay.